# Atreipus
Atreipus  es un paragénero de icnofósiles de facies continental terrestre atribuido a dinosaurios ornitisquios que aparece en rocas sedimentarias del Triásico Superior (Carniense al Noriense) de Alemania, Italia, Polonia y Estados Unidos. Toma su nombre del paleontólogo estadounidense Atreus Wanner quien describió por primera vez estas icnitas.
Aparece como rastros cuadrúpedos con las impresiones de las manos más pequeñas que las de los pies. Las manos son digitígradas, tridáctilas y en Atreipus acadianus tetradáctilas, siempre con el dedo III ligeramente más largo y en algunos ejemplares con garras en los dedos II y III. Los pies son siempre tridáctilos de 9 a 14 centímetros con perfil en tulipa. El tercer dedo siempre es de mayor longitud, se marcan las impresiones de las almohadillas circulares a ovales de metatarsos y falanges de los dedos II y IV y nunca el dedo I (hallux). A veces, aparecen en los dedos II y III garras de sección triangular.
Aunque las categorías taxonómicas superiores a género no son muy utilizadas en icnología Atreipus se incluye dentro de la familia monotípica Atreipodidae. Se incluyen dentro de este género las icnoespecies: 
- Atreipus milfordensis (Bock 1952). Descrito a partir de un yacimiento del Carniense tardío al Noriense temprano de Nueva Jersey. Presenta tres dedos en las manos y en los pies. Dedos II y IV de los pies iguales en tamaño, ambos con garras y una longitud similar a la del pliegue de la primera y segunda falange del dedo III.
- Atreipus sulcatus (Baird 1957). Descrito a partir de un yacimiento del Noriense temprano de Nueva Jersey. Se caracteriza por presentar siempre las impresiones de las bases de los dedos II y III de los pies y por una notable separación entre este último y el dedo IV.
- Atreipus acadianus Olsen and Baird 1986. Descrito a partir de un yacimiento del Carniense tardío de Nueva Escocia. Se caracteriza por una mano tetradáctila y por un dedo IV del pie muy corto cuya falange distal no supera el punto medio de la primera falange del dedo III adyacente.
- Atreipus  metzneri (Heller 1952). Descrito a partir de un yacimiento del Carniense tardío de Alemania. Conocido únicamente por las impresiones de los pies y de validez discutida.

Aunque no existe aún correspondencia entre estas huellas y restós óseos se considera que los rastros de Atreipus fueron realizados probablemente por un dinosaurio ornitisquio, o una forma similar plesiomórfica, y cuadrúpedo.